# Киттлер, Фридрих

Фридрих Киттлер (нем. Friedrich  Kittler; 12 июня 1943, Рохлиц — 18 октября 2011, Берлин) — немецкий историк литературы, теоретик электронных медиа.

## Биография
В 1958 семья бежала в ФРГ. Окончил гимназию в Ларе, затем университет во Фрайбурге. Защитил диссертацию по философии на материале творчества К. Ф. Мейера (1976). В 1976—1986 работал ассистентом преподавателя в Немецком семинаре Фрайбургского университета. Был приглашенным профессором в университетах США (Калифорнийский университет в Беркли и Санта-Барбаре, Стэнфордский университет). В 1986—1990 возглавлял проект Немецкого исследовательского сообщества (DFG) Исследование литературы и медиа в Касселе, c 1987 — профессор Рурского университета. В 1993 возглавил кафедру эстетики и теории медиа в Берлинском университете.

## Исследовательские интересы
В полемике с Маршаллом Маклюэном отстаивал автономию технологических, прежде всего — электронных медиа, которые в своем развитии оставляют позади и образ человека, и письменную историю.
Через 50 лет Киттлер будет известен как человек, очень чувствительный к изменениям в СМИ.—Юбер Бурда, 2011 г.:180–189

## Труды
- 1977: Der Traum und die Rede. Eine Analyse der Kommunikationssituation Conrad Ferdinand Meyers
- 1979: Dichtung als Sozialisationsspiel. Studien zu Goethe und Gottfried Keller (в соавторстве с Герхардом Кайзером)
- 1985: Aufschreibesysteme 1800/1900
- 1986: Grammophon Film Typewriter.
- 1990: Die Nacht der Substanz
- 1991: Dichter — Mutter — Kind
- 1993: Draculas Vermächtnis: Technische Schriften
- 1998: Hardware — Das unbekannte Wesen
- 1998: Zur Theoriegeschichte von Information Warfare
- 1999: Hebbels Einbildungskraft — die dunkle Natur
- 2000: Eine Kulturgeschichte der Kulturwissenschaft
- 2000: Nietzsche — Politik des Eigennamens: wie man abschafft, wovon man spricht (в соавторстве с Жаком Деррида)
- 2001: Vom Griechenland (в соавторстве с Корнелией Фисманн)
- 2002: Optische Medien
- 2004: Unsterbliche. Nachrufe, Erinnerungen, Geistergespräche
- 2005: Musik und Mathematik 1: Hellas — Aphrodite

## Публикации на русском языке
- Трагедия ученого. Театральное вступление// Немецкое философское литературоведение наших дней. СПб.: Изд-во Санкт-Петербургского университета, 2001, с.156-185
- Оптические медиа. Берлинские лекции 1999 года. М.: Логос, 2009 ISBN 5-8163-0082-2
- Мир символического — мир машины Архивная копия от 23 апреля 2014 на Wayback Machine
- Философия литературы: Берлинские лекции 2002. М.: Московский международный университет : Московская школа нового кино, 2023 ISBN 978-5-9248-0209-1

## Признание
Труды Киттлера переведены на ряд языков, включая японский. В 1993 Центр искусства и медиатехнологий в Карлсруэ присудил Киттлеру премию Сименса за вклад в медиальные искусства. Он отмечен как выдающийся ученый университетом Йеля (1996) и Колумбийским университетом (1997).